# Phelotrupes deuvei
Phelotrupes deuvei är en skalbaggsart som beskrevs av Kral, Karl Franz Josef Malý och Schneider 2001. Phelotrupes deuvei ingår i släktet Phelotrupes och familjen tordyvlar. Inga underarter finns listade i Catalogue of Life.